# Tom O’Halloran
Tom O’Halloran (ur. 22 lipca 1992 w Brisbane) – australijski wspinacz, olimpijczyk z Tokio 2020, mistrz Oceanii.

## Życiorys
Pochodzi z Brisbane, obecnie mieszka w Blackheath, gdzie przeprowadził się, aby uprawiać wspinaczkę. Należał do czołówki australijskich wpinaczy górskich. We wspinaczce sportowej startował jako junior. Powrócił do tej dyscypliny, po jej wpisaniu do programu igrzysk olimpijskich.
Pracował w zespole konserwacyjnym atrakcji turystycznych Gór Błękitnych, którą stracił z powodu pandemii COVID-19, w okresie przygotowań do kwalifikacji olimpijskich. Brał udział w programie telewizyjnym Australian Ninja Warrior.

## Wyniki
| Impreza                     | Rok  | Gospodarz | prowadzenie | na szybkość | łączna |
| --------------------------- | ---- | --------- | ----------- | ----------- | ------ |
| Igrzyska olimpijskie        | 2021 | Tokio     | –           | –           | 20     |
| Mistrzostwa świata          | 2019 | Hachiōji  | 32          | –           | —      |
| Mistrzostwa Oceanii         | 2020 | Sydney    | –           | –           | 01 !   |
| Mistrzostwa świata juniorów | 2007 | Ibarra    | 12          | 23          | —      |
| Mistrzostwa świata juniorów | 2008 | Sidney    | 41          | –           | —      |